# Lienella obscurior
Lienella obscurior là một loài tò vò trong họ Ichneumonidae.